# Horóscopo

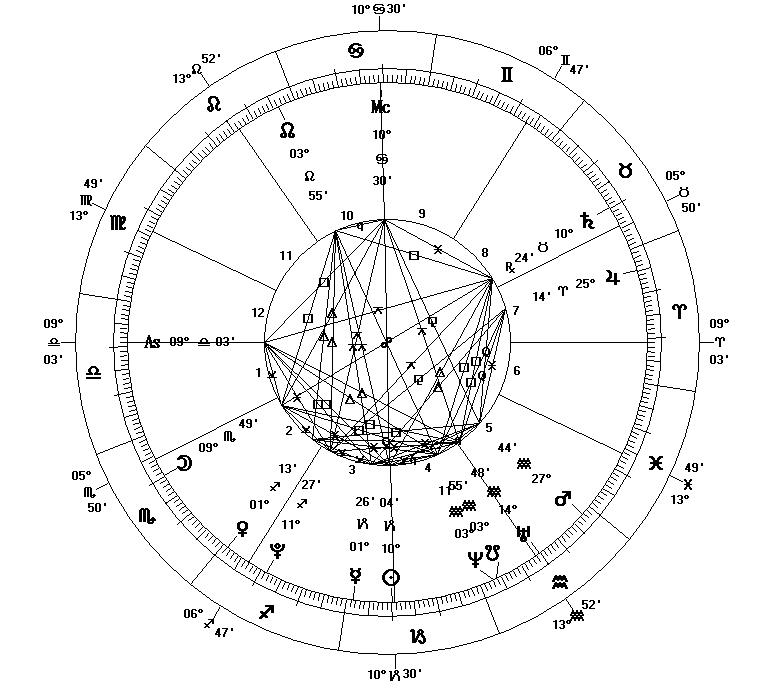
Ejemplo de carta astral.

El horóscopo, y la carta natal, en astrología, son métodos de predicción no demostrada basados en la posición arbitraria de los astros en el momento del nacimiento. El término deriva del griego «ὥρα» (hora, «hora»), y «σκοπέω» (skopeo, «examinar»).
No existe ninguna prueba o estudio científico que apoye la validez de las predicciones obtenidas mediante cualquiera de las diferentes versiones de esta práctica.
Hay diversas explicaciones a la razón por la que la gente cree en esta pseudociencia, basados en fenómenos psicológicos. La creencia en la efectividad del horóscopo se ve potenciada por un fenómeno psicológico normal, la apofenia, basada en la búsqueda automática de patrones por parte del cerebro, por el que se recuerdan fácilmente las coincidencias y se olvidan las faltas de coincidencia. La vaguedad unida a la alta probabilidad de las supuestas predicciones permiten un índice de aciertos bajo, pero lo suficientemente alto para que funcione el mecanismo psicológico descrito. El Efecto Forer observa que las descripciones de personalidad vagas y generales, a las que las personas pueden entregarle su propio significado generan altas tasas de aprobación, siendo utilizado como técnica para la "adivinación" de personalidad del horóscopo.
Muchas culturas utilizaron formas de predicción similares basándose en sus propios calendarios en relación directa con los astros. La civilización Maya, por ejemplo.

## Historia
Antes de que el horóscopo tuviera el carácter que le otorgó la cultura grecolatina, se ha descubierto que en Babilonia, bajo el reinado persa, como lo afirma Van der Waerden, nació la astronomía horoscópica, sin embargo existen datos relacionados con cuentas astronómicas y en esa etapa, astrológicas, desde la antigüedad:
- Entre 25 000 y 10 000 años a. C. se han encontrado muescas en mamut que representan las fases de la Luna.
- En el 6000 a. C. comienzan las observaciones del cielo por parte de los sumerios.
- 3000 a. C.: corresponde a las predicciones astrológicas de Sargón el Viejo.
- 1800 a. C.: el emperador chino Shun hace un sacrificio a los siete rectores (siete planetas).
- 1800 a. C.: construcción de los megalitos de Stonehenge, cerca de lo que actualmente es Salisbury, Inglaterra.
- Siglo XIV a. C. : los dioses sumerios son: Sin (de la Luna) Shamash (del Sol) e Ishtar (de Venus).

## ¿Qué es y qué contiene un horóscopo?
El horóscopo es una representación gráfica de las posiciones planetarias en un momento especial; que normalmente es el de nacimiento de una persona, aunque también puede ser el momento en el que se inicia un proyecto empresarial, se tiene una idea especial, se realiza un trato, se realiza una boda, comienza un viaje, etc.
Esta representación de un horóscopo utiliza cálculos matemáticos y astronómicos que deberían ser idénticos independientemente de quien lo haga, siempre que se le faciliten los mismos datos iniciales.
La interpretación que se haga de ese horóscopo desde el punto de vista de la astrología pasa a ser una labor subjetiva, cuyas normas de interpretación varían dependiendo de la experiencia del astrólogo y de su formación como tal.
Para realizar un horóscopo es necesario conocer la fecha, la hora y el lugar de nacimiento.
Las posiciones planetarias y de los demás cuerpos celestes se consideran desde una visión geocéntrica.
En el horóscopo se representan la posición de los planetas, pero también las posiciones resultantes de hacer una división de la franja zodiacal en 12 partes, que es lo que se denominan las "casas astrológicas". La primera de esas 12 casas astrológicas comienza por lo que se denomina el "Ascendente".
En el horóscopo se representan los planetas astrológicos, que incluyen todos los Astros del Sistema Solar, la Luna y el Sol incluidos. La razón de ello es que esos cuerpos celestes, que no son planetas desde el punto de vista de la astronomía, son llamados astros en la astrología el Sol y la Luna sin embargo son llamados luminarias.
El horóscopo se suele representar como un círculo dividido en 12 partes y compuesto primero de la división zodiacal.
La segunda de las divisiones se corresponde con las "casas astrológicas", que raramente tienen 30 grados exactos y que dependen del espacio geográfico en el que se calcula el horóscopo. Así, si 2 personas nacen en el mismo momento, pero una en Australia y otra en Inglaterra, sus respectivos horóscopos serán iguales en cuanto a posiciones planetarias, pero muy diferentes en cuanto a las casas astrológicas; y eso determinaría una interpretación astrológica muy diferente en ambos casos.
Las divisiones del círculo por "casas" y por "signos" son independientes, de forma que el comienzo de las "casas" puede coincidir con cualquier posición en la división por "signos".
Los planetas astrológicos se distribuyen por el círculo según su posición en el cielo en el momento en el que se calcula el horóscopo. En ocasiones, están muy agrupados, en otras están más o menos dispersos.
También se suelen representar en el horóscopo los "aspectos", que son una selección de algunas de las distancias angulares entre los planetas y/o puntos sensibles, como podría ser el ascendente. De esta manera, si la posición de Saturno y la del Sol están separados por 120 grados, se diría que forman el aspecto llamado Trígono. Si su separación fuera de 180 grados, formarían un aspecto de Oposición, etc.
Teniendo en cuenta las posibles posiciones de los planetas en las "casas" y los "signos y sus aspectos", se dan muchísimas combinaciones que determinan diferencias en el momento de interpretar astrológicamente un horóscopo.

## Crítica
La tradición de la creación de horóscopos proviene sobre todo de las creencias de la historia antigua. Por aquel entonces se creía que la posición y movimiento de los cuerpos celestes podían predecir futuros acontecimientos o el desarrollo de la personalidad de un ser humano. Por el contrario, estas suposiciones han sido refutadas en numerosas publicaciones científicas. Por esta razón, horóscopos y la práctica general de su composición así como la astrología misma, están asignados al esoterismo.